# سانغيري 2

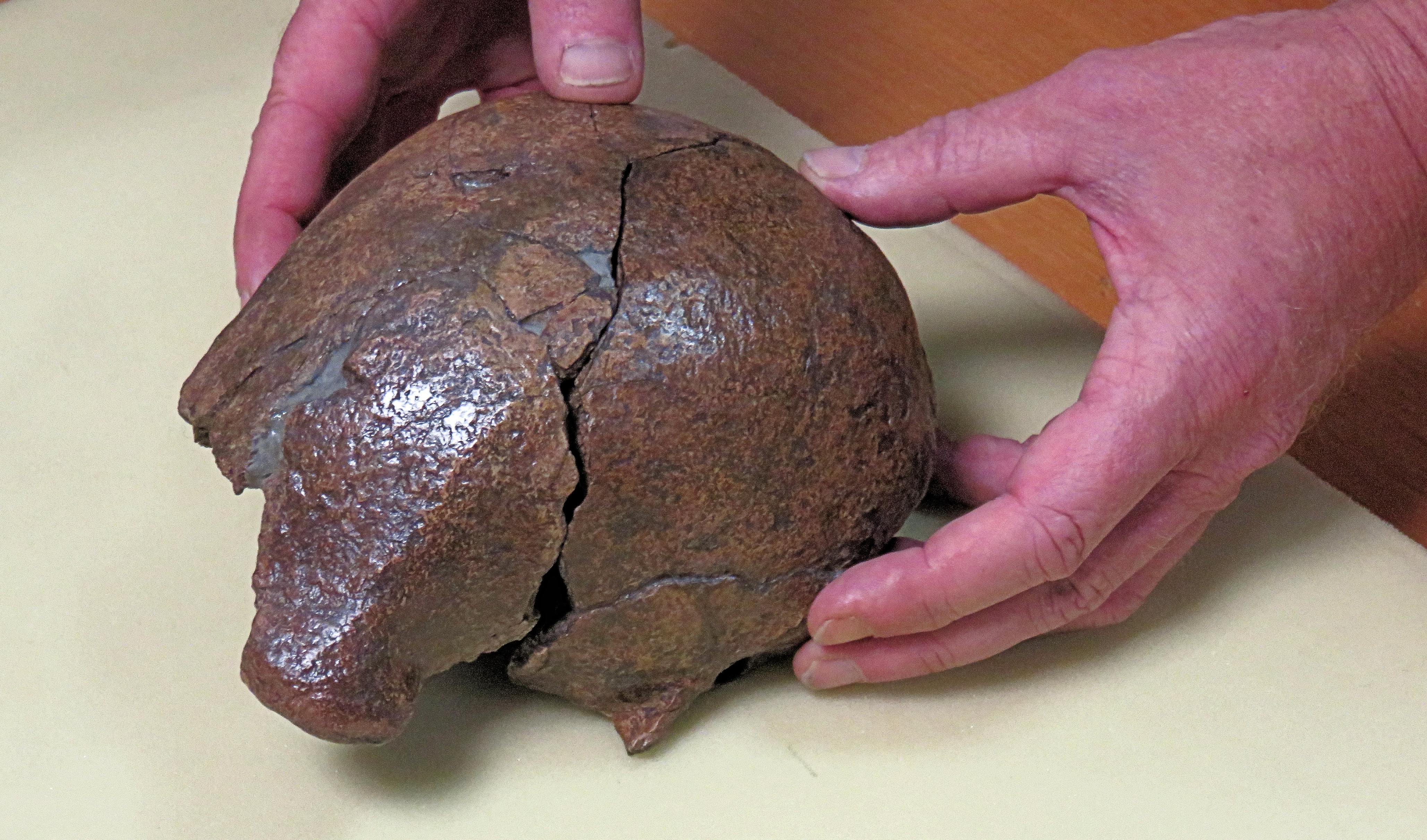

سانغيريّ 2 هي الجممة العلوية المتحجّرة للإنسان المنتصب. تم اكتشافها في سانغيريا في إندونيسيا بواسطة جي. إتش. آر. فون كوينغسوالد في عام 1937.
يقدّر عمرها بنحو 0.7-1.6 مليون عام. وتشمل خصائصها تسطّح منخفض طويل خلف محجر العين والجوانب المنحدرة داخلياً.